# Kasi
Il regno di Kasi o Kashi (sanscrito: Kaśi) fu uno dei 16 Mahajanapada che fiorirono nell'antica India tra il VI e il IV secolo a.C. Secondo la tradizione, il regno fu fondato da Kasha, nipote di Kshatravrdhdha e pronipote di Aayu, un membro della mitologica dinastia lunare. Il regno era incentrato intorno alla capitale Varanasi, nell'odierno stato indiano dell'Uttar Pradesh. Il suo confine orientale era delimitato dal fiume Son, che lo separava dal regno di Magadha.
I Jātaka indicano Varanasi come una delle città più ricche dell'India, nota per la sua prosperità e per la sua opulenza. Questo testo indica Kasi come uno dei più potenti regni dell'India, sebbene fosse spesso in lotta con i suoi vicini Kosala, Magadha e Anga. Ai tempi di Buddha, tuttavia, Kasi era stato incorporato nel regno di Kosala. In seguito, come gli altri regni dell'area, Kasi fu assorbito dal nascente impero Magadha.